# Metalobosia atriloba
Metalobosia atriloba là một loài bướm đêm thuộc phân họ Arctiinae, họ Erebidae.